# Gulbröstad kapucin
Den gulbröstade kapucinapan (Sapajus xanthosternos) är en kapucin som återfinns i och är endemisk till regnskogen i den brasilianska delstaten Bahia. Arten känns igen på att dess bröst, armar och mage är gula till gyllenröda. Ansiktsbehåringen är ljusbrun och övergår på toppen av huvudet till mörkbrunt eller svart. Resten av kroppen är också den mörkbrun eller svart. Honorna blir 36–38 cm medan hannarna blir något större. Båda könen kan väga mellan 1 och 5 kg och bli upp till 30 år gamla. Arten klassas som akut hotad av IUCN eftersom arten drabbas av både hård jakt och stora förluster av sitt ursprungliga habitat. I början av 90-talet startades ett avels- och konserveringsprogram av organisationen ZGAP vilket har bidragit till att populationen ansågs bestå av ungefär 3000 individer i början av augusti 2012. Arten ansågs tidigare vara en underart till Sapajus apella, men 1988 framförde Mittermeier att det inte stämde utan att arten var en egen art, något som understöddes av Groves 2001.

## Levnadssätt
Flockarna med gulbröstade kapucinapor består av mellan 10 och 30 individer, bland dessa är det ofta aningen fler hanar än honor. Större delen av apornas liv tillbringas i träden där de letar efter mat, vilket ofta är frukt, fröer, blommor och insekter. Ibland drygar aporna ut sin kost med att äta blommor, blad och små däggdjur. Flocken följer en strikt hierarki där det finns en ledarhanne och en ledarhona. Alla andra apor har sedan en bestämd plats i flockens sociala ordning. Honorna är dräktiga i ungefär 180 dygn och föder sedan en unge. Honorna får ungar under hela året.
Aporna har ofta setts använda verktyg, som t.ex. att en tung sten användes för att krossa nötter. Man har också sett aporna anpassa och använda pinnar för att gräva fram honung och insekter. Detta har lett till att aporna har fått ett rykte som smarta och nyfikna apor. Än har dock ingen omfattande fältstudie gjorts av artens beteende, i både socialt och ekologiskt avseende.